# Turania sogdiana
Turania sogdiana är en amarantväxtart som först beskrevs av Aleksandr Andrejevitj Bunge, och fick sitt nu gällande namn av Akhani. Turania sogdiana ingår i släktet Turania och familjen amarantväxter. Inga underarter finns listade i Catalogue of Life.